# Манжеева, Элла Будимировна
Э́лла Будими́ровна Манже́ева (калм. Манҗин Элла; 9 июня 1981, Элиста, Калмыцкая АССР) — российский кинорежиссёр и сценарист.

## Биография
Родилась в Элисте. Окончив школу № 10, поступила в элистинское Музыкальное училище имени П. О. Чонкушова (класс скрипки). Перевелась в Тольяттинское музыкальное училище, затем работала в оркестре ансамбля «Ойраты».
Решив сменить профессию, Манжеева поступила в СПбГУКиТ на звукорежиссёрский факультет (курс Григория Франка), который закончила в 2005 году. После знакомства и совместной работы с режиссёром Анной Фенченко, Элла решила поступить на Высшие курсы сценаристов и режиссёров в мастерскую Владимира Фенченко, Владимира Хотиненко и Павла Финна.
В 2007 году был снят пятиминутный дебютный фильм Эллы Манжеевой «Праздник». В 2012 году написала сценарий «Чайки», который был опубликован в журнале «Искусство кино». В 2015 году по этому сценарию снят полнометражный фильм, первый в Калмыкии на протяжении нескольких десятилетий.
Элла Манжеева — учредитель Национального фонда развития и поддержки культуры и науки «Наследие Бумбы», основной целью которого является сохранение и преумножение наследия Калмыкии
Член Гильдии режиссёров РФ.

### Личная жизнь
Муж — Александр Кузнецов, кинооператор.

## Фильмография
- 2007 — «Праздник», к/м (режиссёр, сценарист)
- 2008 — «Чужая. Степь», к/м (режиссёр, сценарист, композитор)
- 2009 — «Женщина внутри как степь», к/м (режиссёр, сценарист)
- 2015 — «Чайки» (режиссёр, сценарист)
- 2017 — «Тачал» (режиссёр, сценарист)
- 2021 — «Белой дороги!» (режиссёр, сценарист)

## Награды и номинации
2009
- «Женщина внутри как степь»
  - Святая Анна — Диплом «За национальный колорит»[8][9]
  - Formula Mundi[нем.] — 1-й приз в экспериментальной категории[10]

2015
- «Чайки»
  - Кинофестиваль в Карловых Варах — ТОП-3 в категории Works-in-Progress[11]
  - Кинотавр — Гран-при фестиваля (номинация), Лучший дебют (победа)[9]
  - Сахалинский международный кинофестиваль — Гран-при фестиваля (номинация)
  - Белый слон — Лучший фильм-дебют (номинация)
  - Ника — Открытие года (номинация)
  - Берлинский кинофестиваль — Лучший дебют (номинация)
  - Asia Pacific Screen Awards[нем.] — лучшая женская роль (номинация), UNESCO Award (номинация)
  - AFI Fest[12] — Новый автор (номинация)[13][14]
  - Фестиваль европейского кино в Паличе — Лучший фильм (победа)[15]
  - Сталкер — Специальный приз управления верховного комиссара ООН по правам человека в РФ
  - Международный фестиваль дебютных и студенческих фильмов «Начало», Санкт-Петербург — Диплом жюри за «Лучшую режиссёрскую работу»